# Copa de la Superliga
La Copa de la Superliga è stato un torneo ufficiale di calcio ad eliminazione diretta organizzato dalla Superliga Argentina de Fútbol dal 2019 al 2020 e riservato alle squadre militanti in Primera División.

## Formato
Fondata nel 2019, la Copa de la Superliga era riservata alle squadre della massima divisione argentina e si disputava al termine della stagione regolare.
I primi sei club classificati si qualificavano direttamente gli ottavi di finale, mentre gli altri club si affrontavano in un turno preliminare. Le sedici squadre rimanenti si sfidavano in un tabellone con match di andata e ritorno, con la finale disputata in campo neutro.
Il vincitore si qualificava alla successiva edizione della Coppa Libertadores, mentre il finalista perdente guadagnava un posto in Coppa Sudamericana.
La competizione fu cancellata definitivamente nel 2020 dopo la sospensione definitiva di tutte le competizioni argentine in programma per la stagione 2019-2020 per via della pandemia di COVID-19 e la successiva riforma che abolì la SAF e le relative competizioni.

## Albo d'oro
| Anno | Vincitore                                                                 | Punteggio                                                                 | Finalista                                                                 | Data                                                                      | Stadio                                                                    | Città                                                                     |
| ---- | ------------------------------------------------------------------------- | ------------------------------------------------------------------------- | ------------------------------------------------------------------------- | ------------------------------------------------------------------------- | ------------------------------------------------------------------------- | ------------------------------------------------------------------------- |
| 2019 | Tigre                                                                     | 2-0                                                                       | Boca Juniors                                                              | 2 giugno 2019                                                             | Stadio Mario Alberto Kempes                                               | Córdoba                                                                   |
| 2020 | Annullato dopo la prima giornata causa a causa della pandemia di Covid-19 | Annullato dopo la prima giornata causa a causa della pandemia di Covid-19 | Annullato dopo la prima giornata causa a causa della pandemia di Covid-19 | Annullato dopo la prima giornata causa a causa della pandemia di Covid-19 | Annullato dopo la prima giornata causa a causa della pandemia di Covid-19 | Annullato dopo la prima giornata causa a causa della pandemia di Covid-19 |